# Glaucopsyche arcasi
Glaucopsyche arcasi är en fjärilsart som beskrevs av Ramon Agenjo Cecilia 1967. Glaucopsyche arcasi ingår i släktet Glaucopsyche och familjen juvelvingar. Inga underarter finns listade i Catalogue of Life.